# Wohlfahrtia atra
Wohlfahrtia atra är en tvåvingeart som beskrevs av Aldrich 1926. Wohlfahrtia atra ingår i släktet Wohlfahrtia och familjen köttflugor. Inga underarter finns listade i Catalogue of Life.